# Eduardo Folle
Eduardo Ángel Folle Colombo (ur. 28 kwietnia 1922 w Montevideo, zm. 2 sierpnia 1994) – urugwajski koszykarz, uczestnik Letnich Igrzysk Olimpijskich 1948.